# USB телефон
USB телефонът изглежда като традиционен телефон, но се свързва с компютър чрез USB, а не с фиксираната телефонна мрежа чрез конектор RJ11. Може да се използва с повечето софтфони и услуги като PC-Telephone, Скайп, Sipnet, Sippoint Mini, Net2Phone, MSN Messenger, NetMeeting, Xlite. Има за цел да замести използването на слушалки и микрофон при работа с VoIP софтфон. Например VoIP слушалки и микрофон могат да бъдат доста скъпи и в сравнение с тях USB телефоните са предпочитани като по-евтини.